# Jarno Duursma
Jarno Duursma (Stadskanaal, 1976) is een Nederlandse technologie-expert, publicist en spreker op het gebied van digitale technologie, met name kunstmatige intelligentie.

## Loopbaanontwikkeling
In 2011 was Duursma initiatiefnemer en oprichter van het non-profit evenementenplatform SMC050 in Groningen. Aanvankelijk richtte dit initiatief zich met name op sociale media, maar later ook op technologische vernieuwingen in het algemeen. Er werden tot 2019 meer dan zestig SMC050-bijeenkomsten georganiseerd.
In 2011 begon ook Duursma zijn loopbaan als professioneel spreker. Vanaf 2012 begon hij met het publiceren van artikelen, in het begin veelal bij marketing- en communicatieblog Frankwatching. Duursma was vanaf 2012 regelmatig tafelgast bij RTV Noord om de ontwikkelingen rondom digitale technologie te duiden, waaronder de Facebookrellen van Project X in Haren. Van 2014-2016 was hij de bedenker en presentator van de tv-rubriek "De digitale wereld".
Verder is hij veelgevraagd als deskundige door landelijke media zoals:
- Nederlandse Omroep Stichting (NOS)[8][9][10][11][12][13][14][15][16]
- NOS Nieuwsuur[17][18][19][20]
- Een Vandaag.[21]
- NRC[22][23][24][25][26]
- Jeugdjournaal[27][28][29][30]
- BNR Nieuwsradio[31][32][33][34][35][36]

- NPO Radio 1[37][38][39][40][41]
- Het Parool[42][43]

- de Volkskrant[44][45][46][47][48][49][50][51]

- Trouw[52][53][54][55][56][57]
- Telegraaf[58]

- Dagblad van het Noorden[59][60][61]

- BN de stem[62]

- De nieuwe wereld[63]

Ook schrijft hij regelmatig opinieartikelen voor landelijke kranten en is hij te gast in talkshows
In 2019 gaf hij in Apeldoorn de TEDx-talk "How to stay human in the era of artificial intelligence".
Sinds 2020 maakt Duursma de podcast Listening to the future. In de podcasts worden met diverse experts toekomstige digitale en technologische ontwikkelingen besproken.

## Publicaties
Sinds 2013 verschenen er boeken en meerdere artikelen van zijn hand over diverse onderwerpen zoals: sociale media, blockchain, deepfake, ChatGPT en kunstmatige intelligentie. Ook levert hij opinieartikelen aan voor onder meer de NRC, de Volkskrant, Trouw, Parool en Het Financieele Dagblad.

### Boeken
- 2013 Social Media Strategie (in 60 minuten) ISBN 978-94-6126060-4
- 2015 Bitcoin Blockchain: A Gamechanger gratis online
- 2017 De digitale butler - Kansen en bedreigingen van kunstmatige intelligentie Boek (Ook verkrijgbaar als e-book)
- 2019 Deepfake Technologie: The Infocalypse gratis online
- 2019 Machines met verbeeldingskracht: een kunstmatige realiteit gratis online